# Schnurbaum-Allee Dr.-Külz-Ring
Die Schnurbaum-Allee Dr.-Külz-Ring ist eine als Naturdenkmal (ND 99) ausgewiesene Baumgruppe in der Inneren Altstadt von Dresden. 

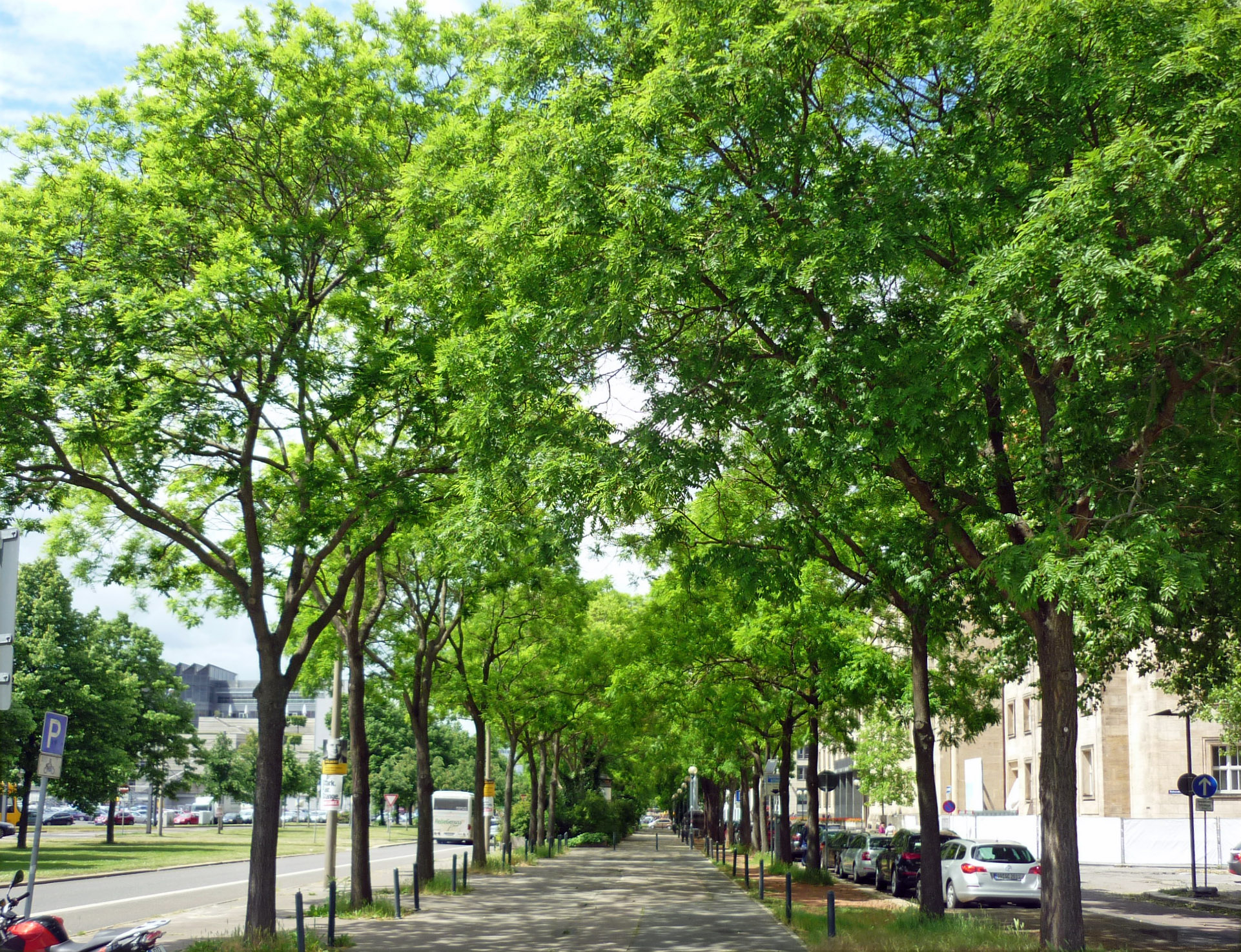
Blick in die Schnurbaum-Allee

Bei den Bäumen, die Höhen von etwa 25 Metern und Kronendurchmesser von etwa 15 Metern erreicht haben, handelt es sich um den auch als Honigbaum bekannten Japanischen Schnurbaum (Styphnolobium japonicum). Die Altbäume südlich vor dem Neuen Rathaus zwischen den Fahrbahnen des Dr.-Külz-Rings haben Stammumfänge von 1,7 bis 2,6 Metern. Dank ihrer cremeweißen, späten Blüte ab Juli sind sie willkommene Bienennährpflanzen.

## Geschichte

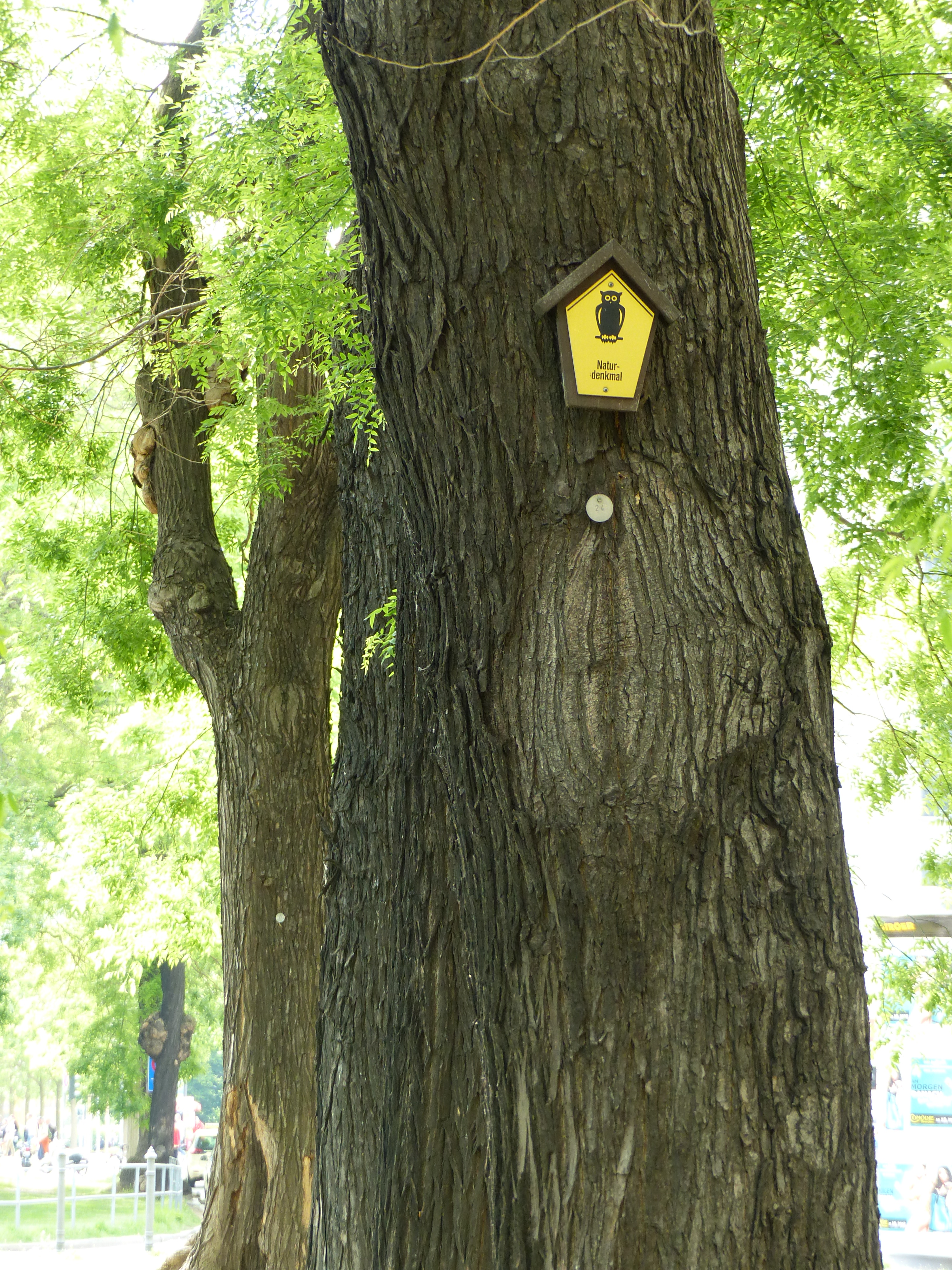
Naturdenkmal-Tafel an einem Altbaum

Die in Deutschland seltenen Schnurbäume sind bereits vor dem Zweiten Weltkrieg am Dresdner Rathaus gepflanzt worden. Bei den Luftangriffen auf Dresden im Februar 1945 wurden einige Kronen faktisch gekappt. Durch ihre Regenerationsfähigkeit sowie die Arbeit der Stadtgärtner konnten sich diese Bäume wieder voll entwickeln. Mit weiteren Anpflanzungen konnte die Allee in beiden Richtungen verlängert werden und hat die St. Petersburger wie auch die Seestraße erreicht.
In der Dresdner Innenstadt gibt es zwar weitere Schnurbäume, allerdings ist die Ausprägung dieser Allee für die Stadt einzigartig. Durch den Dresdner Stadtrat erfolgte am 10. Juni 1999 – zeitgleich mit der nahegelegenen Rosskastanien-Allee Blüherstraße – ihre Unterschutzstellung, damit soll die Sicherung und Erhaltung der Allee gewährleistet werden. Der Schutzstatus erstreckt sich auf die Wurzelbereiche der einzelnen Bäume, straßenseitig bis 3 Meter von der Bordsteinkante und fußwegseitig bis zur Kronentraufe zuzüglich 3 Metern. Erhalt der Allee kann auch bedeuten, dass einzelne Bäume bei Notwendigkeit und mit Genehmigung der Unteren Naturschutzbehörde gefällt werden können, so beispielsweise Anfang 2017.